# 노 문공 (21대)
문공(文公, ? ~ 기원전 609년, 재위 기원전 626년 ~ 기원전 609년)은 중국 노나라의 제20대 임금이다. 이름은 흥(興)이다.

## 사적
문공 2년(기원전 625년) 체제(禘祭)를 지내면서 하보불기(夏父弗忌)의 농간으로 제사의 순서를 어겨 문공의 아버지인 희공의 신주를 희공의 선군 민공보다 올려 모셨다.
이해, 문공이 진나라에 조현하지 않았다는 이유로 노나라를 공격하자 문공은 진나라로 갔고, 진나라는 임금이 아닌 경 양처보를 시켜 문공과 결맹하여 문공에게 치욕을 주었다. 진나라는 노나라에 치욕을 준 것을 두려워하여, 문공 3년(기원전 624년)에 문공을 다시 불러 이번에는 임금 진 양공이 직접 맹약을 맺었다.
문공 6년(기원전 621년), 패자 진 양공이 죽자 공자 수를 보내 장사를 지냈다. 문공 7년(기원전 620년), 양공 사후 진나라가 잠시 혼란한 틈을 타, 주나라를 쳤다. 수구(須句)는 본디 노나라의 속국이었는데, 주나라가 수구를 멸하고 그 영토를 자국으로 편입시켰다. 문공은 이 수구를 주나라에서 취하고 주문공(邾文公)의 망명 온 아들을 배치했다. 가을에 적(狄)의 침입을 받았다.
문공 11년(기원전 616년) 가을, 적적(翟狄)의 수만(鄋瞞)나라가 제나라를 치고 노나라로 쳐들어왔다. 문공은 숙손득신을 보내 적군(狄軍)을 추격하여, 겨울 10월 갑오일에 노나라 영토 내의 함(鹹)에서 적을 패배시키고 장적교여(長狄僑如)를 생포하니 숙손득신의 사승(駟乘)으로 출진한 부보종생(富父終生)이 장적교여를 죽였다. 장적교여의 머리는 자구문(子駒門) 밑에 묻었다. 이후 기원전 607년에는 수만이 제나라를 치자 제나라가 교여의 아우 분여(焚如)의 아우 영여(榮如)를 사로잡았고 위나라는 막내아우 간여(簡如)를 사로잡았으며, 기원전 594년에는 진나라가 노(潞)나라를 멸하고 분여를 사로잡으니 이로써 수만은 멸망했다.
문공 14년(기원전 613년), 제나라에서 제 의공이 조카 제군 사를 죽이고서 즉위했고, 사의 어머니로 노나라 공녀인 자숙희를 잡았다. 노나라는 공자 수를 주나라에 파견해 왕명으로 자숙희의 석방을 요청했고, 주나라는 선백(單伯)을 보내 자숙희를 노나라로 돌려보내도록 했다. 의공은 이에 노나라에 원한을 품고 선백과 자숙희를 모두 잡아가두고, 문공 15년(기원전 612년)에 노나라로 쳐들어왔다. 노나라는 계손행보를 진나라로 보내 이를 호소했다. 11월에 진나라가 제후들을 모아 제나라를 토벌하려 하자 의공은 겁을 먹고 진후에게 뇌물을 주어 물러가게 하고 선백을 풀어주어 주나라로, 자숙희를 풀어주어 노나라로 돌려보냈으나, 12월에 다시 노나라의 서쪽 변경을 쳤다. 문공 16년(기원전 611년), 문공은 병들어 계손행보를 보내 제나라에 굴복하여 화평하고자 했으나 의공은 받아들이지 않았고, 문공이 이후 넉 달째 정무를 보지 못해 동문양중을 보내 뇌물을 바치고 제나라와 화평했다. 문공 17년(기원전 610년), 제나라는 또 노나라를 쳤고, 문공은 6월에 다시 의공과 결맹했다.
문공 18년(기원전 609년) 봄 2월 정축일에 죽어, 아들 악이 뒤를 이었다.

## 가정
- 노 희공 (아버지)
  - 노 문공
  - 경영 (제2비)
    - 노 선공 (아들)

  - 애강 (정비)
    - 자악 (아들)
    - 공자 시